# Kunggari
Kunggari är ett utdött australiskt språk. Kunggari talades i Queensland i Australien och tillhörde de pama-nyunganska språken.